# Bagni persiani di Hamamni
I bagni persiani di Hamamni sono un edificio storico della città di Zanzibar, dal quale oggi prende il nome l'intero quartiere. Avevano la funzione di bagni pubblici (ḥammām in arabo e persiano); furono costruiti nel 1850 per volere del sultano Barghash bin Said, e rimasero in attività fino al 1920. Devono il loro nome al fatto che la costruzione fu commissionata ad architetti shirazi, ovvero persiani; la parola hamamni significa "luogo dei bagni".
I bagni comprendevano un vasto insieme di locali e servizi: bagni con acqua fredda, con acqua calda, latrine, sale per la depilazione (molto comune sia per gli uomini che per le donne nella cultura islamica) e persino un ristorante. Pur essendo bagni pubblici, avevano un prezzo di ingresso, ed erano frequentati solo dalla popolazione più benestante. Potevano accedervi sia uomini che donne, ma in orari diversi (le donne al mattino e gli uomini al pomeriggio).
I bagni persiani sono aperti al pubblico e costituiscono una delle attrazioni turistiche minori di Zanzibar.